# Tobi Sokolow
Tobi Sokolow (ur. 15 lipca 1942 – Cleveland) – amerykańska brydżystka, World Grand Master (WBF).
Tobi Sokolow występowała również jako Tobi Deutsch.

## Wyniki brydżowe

### Olimpiady
Na olimpiadach uzyskała następujące rezultaty:
| Olimpiady brydżowe. Zawody teamów | Olimpiady brydżowe. Zawody teamów | Olimpiady brydżowe. Zawody teamów | Olimpiady brydżowe. Zawody teamów | Olimpiady brydżowe. Zawody teamów | Olimpiady brydżowe. Zawody teamów |
| Rok                               | Miejsce                           | Zawody                            | Kategoria                         | Drużyna                           | Pozycja                           |
| --------------------------------- | --------------------------------- | --------------------------------- | --------------------------------- | --------------------------------- | --------------------------------- |
| 2008                              | Pekin                             | 1. Olimpiada Sportów Umysłowych   | Kobiety                           | USA                               | 3                                 |
| 2004                              | Stambuł                           | 12. Olimpiada Teamów              | Kobiety                           | USA                               | 2                                 |
| 1992                              | Salsomaggiore                     | 9. Olimpiada Teamów               | Kobiety                           | USA                               | 9                                 |

### Zawody światowe
W światowych zawodach zdobyła następujące lokaty:
| Mistrzostwa Świata. Konkurencja teamów | Mistrzostwa Świata. Konkurencja teamów | Mistrzostwa Świata. Konkurencja teamów  | Mistrzostwa Świata. Konkurencja teamów | Mistrzostwa Świata. Konkurencja teamów | Mistrzostwa Świata. Konkurencja teamów |
| Rok                                    | Miejsce                                | Zawody                                  | Kategoria                              | Drużyna                                | Pozycja                                |
| -------------------------------------- | -------------------------------------- | --------------------------------------- | -------------------------------------- | -------------------------------------- | -------------------------------------- |
| 2011                                   | Pekin                                  | SportAccord World Mind Games            | Kobiety                                | USA                                    | 1                                      |
| 2011                                   | Veldhoven                              | 40. Mistrzostwa Świata Teamów           | Trans                                  | Joel                                   | 79                                     |
| 2011                                   | Veldhoven                              | 40. Mistrzostwa Świata Teamów           | Kobiety                                | USA 2                                  | 5                                      |
| 2010                                   | Filadelfia                             | 13. Seria Mistrzostw Świata             | Kobiety                                | Joel                                   | 5                                      |
| 2009                                   | São Paulo                              | 39. Mistrzostwa Świata Teamów           | Trans                                  | Joel                                   | 43                                     |
| 2007                                   | Szanghaj                               | 38. Mistrzostwa Świata Teamów           | Trans                                  | Seamon-Molson                          | 12                                     |
| 2006                                   | Werona                                 | 12. Mistrzostwa Świata                  | Kobiety                                | Steiner                                | 1                                      |
| 2005                                   | Estoril                                | 37. Mistrzostwa Świata Teamów           | Trans                                  | Holt                                   | 68                                     |
| 2003                                   | Monte Carlo                            | 36. Mistrzostwa Świata Teamów           | Kobiety                                | USA 1                                  | 1                                      |
| 2002                                   | Montreal                               | 11. Mistrzostwa Świata                  | Kobiety                                | Wei-Sander                             | 17                                     |
| 2000                                   | Southampton                            | 34. Mistrzostwa Świata Teamów           | Kobiety                                | USA 1                                  | 2                                      |
| 1998                                   | Lille                                  | 10. Mistrzostwa Świata                  | Kobiety                                | Truscott                               | 3                                      |
| 1997                                   | Hammamet                               | 33. Mistrzostwa Świata Teamów           | Kobiety                                | USA 1                                  | 1                                      |
| 1996                                   | Rodos                                  | 1. Mistrzostwa Świata Teamów Mikstowych | Miksty                                 | Kasle                                  | 80                                     |
| 1995                                   | Pekin                                  | 32. Mistrzostwa Świata Teamów           | Kobiety                                | USA 2                                  | 5                                      |
| 1994                                   | Albuquerque                            | 9. Mistrzostwa Świata                   | Kobiety                                | Alder                                  | 3                                      |

| Mistrzostwa Świata. Konkurencja par | Mistrzostwa Świata. Konkurencja par | Mistrzostwa Świata. Konkurencja par | Mistrzostwa Świata. Konkurencja par | Mistrzostwa Świata. Konkurencja par | Mistrzostwa Świata. Konkurencja par |
| Rok                                 | Miejsce                             | Zawody                              | Kategoria                           | Partner                             | Pozycja                             |
| ----------------------------------- | ----------------------------------- | ----------------------------------- | ----------------------------------- | ----------------------------------- | ----------------------------------- |
| 2011                                | Pekin                               | SportAccord World Mind Games        | Kobiety                             | Janice Seamon-Molson                | 11                                  |
| 2010                                | Filadelfia                          | 13. Mistrzostwa Świata              | Miksty                              | Paul Fireman                        | 237                                 |
| 2010                                | Filadelfia                          | 13. Mistrzostwa Świata              | Kobiety                             | Geeske Joel                         | 13                                  |
| 2006                                | Werona                              | 12. Mistrzostwa Świata              | Miksty                              | Mark Feldman                        | 431                                 |
| 2006                                | Werona                              | 12. Mistrzostwa Świata              | Kobiety                             | JoAnn Sprung                        | 17                                  |
| 2002                                | Montreal                            | 11. Mistrzostwa Świata              | Kobiety                             | Janice Seamon-Molson                | 36                                  |
| 2002                                | Montreal                            | 11. Mistrzostwa Świata              | Miksty                              | Sam Lev                             | 18                                  |
| 1998                                | Lille                               | 10. Mistrzostwa Świata              | Kobiety                             | JoAnn Sprung                        | 13                                  |
| 1994                                | Albuquerque                         | 9. Mistrzostwa Świata               | Kobiety                             | Mildred Breed                       | 5                                   |

| Mistrzostwa Świata. Konkurencja indywidualna | Mistrzostwa Świata. Konkurencja indywidualna | Mistrzostwa Świata. Konkurencja indywidualna | Mistrzostwa Świata. Konkurencja indywidualna | Mistrzostwa Świata. Konkurencja indywidualna | Mistrzostwa Świata. Konkurencja indywidualna |
| Rok                                          | Miejsce                                      | Zawody                                       | Kategoria                                    | Pozycja                                      |                                              |
| -------------------------------------------- | -------------------------------------------- | -------------------------------------------- | -------------------------------------------- | -------------------------------------------- | -------------------------------------------- |
| 2011                                         | Pekin                                        | SportAccord World Mind Games                 | Kobiety                                      | 3                                            |                                              |
| 2004                                         | Werona                                       | 6. Indywidualne Mistrzostwa Świata           | Kobiety                                      | 1                                            |                                              |

### Zawody europejskie
W europejskich zawodach zdobyła następujące lokaty:
| Zawody europejskie. Konkurencja teamów | Zawody europejskie. Konkurencja teamów | Zawody europejskie. Konkurencja teamów | Zawody europejskie. Konkurencja teamów | Zawody europejskie. Konkurencja teamów | Zawody europejskie. Konkurencja teamów |
| Rok                                    | Miejsce                                | Zawody                                 | Kategoria                              | Drużyna                                | Pozycja                                |
| -------------------------------------- | -------------------------------------- | -------------------------------------- | -------------------------------------- | -------------------------------------- | -------------------------------------- |
| 2009                                   | San Remo                               | 4. Otwarte Mistrzostwa Europy          | Miksty                                 | Joel                                   | 17                                     |
| 2009                                   | San Remo                               | 4. Otwarte Mistrzostwa Europy          | Kobiety                                | Joel                                   | 3                                      |
| 2005                                   | Teneryfa                               | 2. Otwarte Mistrzostwa Europy          | Miksty                                 | Perry                                  | 17                                     |
| 2005                                   | Teneryfa                               | 2. Otwarte Mistrzostwa Europy          | Kobiety                                | USA/Russia                             | 3                                      |

| Zawody europejskie. Konkurencja par | Zawody europejskie. Konkurencja par | Zawody europejskie. Konkurencja par | Zawody europejskie. Konkurencja par | Zawody europejskie. Konkurencja par | Zawody europejskie. Konkurencja par |
| Rok                                 | Miejsce                             | Zawody                              | Kategoria                           | Partner                             | Pozycja                             |
| ----------------------------------- | ----------------------------------- | ----------------------------------- | ----------------------------------- | ----------------------------------- | ----------------------------------- |
| 2009                                | San Remo                            | 4. Otwarte Mistrzostwa Europy       | Kobiety                             | Geeske Joel                         | 54                                  |

## Klasyfikacja
- Tobi Sokolow – klasyfikacja WBF (ang.)